# Higashi-Mikuni (metropolitana di Osaka)
Higashi-Mikuni (東三国駅?, Higashi-Mikuni-eki) è una stazione della linea Midōsuji della Metropolitana di Osaka ed è situata nel quartiere settentrionale di Yodogawa-ku di Osaka, in Giappone. Come tutta la linea, la stazione è di proprietà e viene gestita dall'Ufficio Municipale dei Trasporti di Osaka.

## Storia
La stazione fu inaugurata nel gennaio del 1970, dopo che la municipalità aveva fatto costruire il prolungamento della linea Midosuji fino al sito in cui si tenne l'Expo 1970, nel territorio della vicina Città di Suita. Tale mostra internazionale ebbe luogo nell'estate di quello stesso anno.

## Struttura
I binari si trovano sul viadotto passante sopra al viale Suji Nuovo (新御堂筋?, Shin Midōsuji), prosecuzione a nord del centrale Midōsuji che dà il nome alla linea. Vi è un'uscita sul lato nord ed una sul lato sud della stazione, distanti tra loro circa 200 metri. Ogni uscita dispone di una scalinata di accesso sul lato est ed una sul lato ovest del viale. L'unico ascensore si trova sotto l'uscita nord nel vasto spazio esistente tra le carreggiate del viale, dove si trova anche il parcheggio a pagamento per cicli e motocicli. Le scalinate del lato sud danno sullo shōtengai scoperto di Higashi Mikuni, che è uno dei circondari settentrionali in cui si suddivide il quartiere.
Entrambe le entrate sono provviste di biglietterie automatiche, tornelli con funzione di obliteratrice e personale di servizio con funzioni di controllo ed assistenza. La banchina ad isola è posta tra i 2 binari e la sua superficie è allo stesso livello del pavimento del treno permettendo l'incarrozzamento a raso.